# Четеж-при-Туряку
Четеж-при-Туряку (словен. Četež pri Turjaku) — поселення в общині Велике Лаще, Осреднєсловенський регіон, Словенія. 
Висота над рівнем моря — 514,5 м.